# Oude gemeentehuis (Wuustwezel)
Het oude gemeentehuis is een bouwkundig relict in de gemeente Wuustwezel. 
In 1837 moest een ander perceel worden verkocht om de afwerking van het gebouw te kunnen betalen.
Het gemeentehuis bleef tot 1926 in gebruik waarna werd geopteerd voor Kasteel Hens als nieuw gemeentehuis. Daarna werd het gebruikt om onder meer de bibliotheek en de heemkundige kring te huisvesten.
Het voormalige gemeentehuis werd in 1993 een beschermd monument. 
In augustus 2015 werd bekendgemaakt dat de gemeente Wuustwezel het gebouw, waarvoor het geen bestemming meer vond, zou verkopen. 
Eind 2015 is het gebouw voor 95.000 euro verkocht aan een architectenbureau.